# روبین فن آخل
روبین فن آخل (به انگلیسی: Robin van Aggele) (زادهٔ ۳۰ ژوئیهٔ ۱۹۸۴) شناگر اهل هلند است.